# Villanueva de la Sierra
Villanueva de la Sierra település Spanyolországban, Cáceres tartományban. Villanueva de la Sierra Villa del Campo, Hernán-Pérez, Torrecilla de los Ángeles, Santa Cruz de Paniagua és Pozuelo de Zarzón községekkel határos. Lakosainak száma 493 fő (2024).

## Népesség
A település népessége az elmúlt években az alábbi módon változott:
| Lakosok száma | 632  | 588  | 553  | 514  | 497  | 467  | 449  | 456  | 470  | 493  |
|               | 2001 | 2004 | 2006 | 2009 | 2011 | 2014 | 2016 | 2019 | 2021 | 2024 |